# Michael Detlef von Bradke
Michael Detlef von Bradke (* 28. Oktober 1686 in Lübeck; † 28. Oktober 1759 ebenda) war ein deutscher Offizier und zuletzt Stadtkommandant von Lübeck.

## Leben und Wirken
Der Name von Bradkes Mutter ist unbekannt; die Angaben zu seinem Vater uneinheitlich. Gemäß Friedrich Joachim Schnobel handelte es sich um den Artillerieleutnant Caspar Bradtke († 15. November 1705 in Lübeck). Andere Quellen nennen den Lübecker Artilleriehauptmann Peter Bradke. Wie Bradke seine Kindheit und Jugend verbrachte und welche Bildung er erhielt, ist unbekannt. Bekannt ist nur ein Bruder namens Hinrich Nicolaus († 1759), der zuletzt russischer Generalleutnant war.
Unklar ist auch, wann und wie Bradkes militärische Karriere begann. Womöglich diente er im Lübecker Stadtmilitär und wechselte dann in schwedische Dienste. In Quellen aus Lübeck ist für das Jahr 1703 ein Leutnant Bradke verzeichnet, der während der „Plönniesschen Unruhen“ Dienst als Wachoffizier am Mühlentor leistete. Dabei kann es sich jedoch auch um seinen Bruder oder andere Familienmitglieder gehandelt haben. Laut Gustaf Elgenstierna war Bradke bereits 1699 im Alter von 13 Jahren zur alliierten Armee in Brabant gegangen, wo er bis zum Fähnrich aufstieg. 1707 habe er dann eine Karriere als Offizier bei der schwedischen Armee begonnen. Maximilian Gritzner hingegen behauptete, dass Bradke erst 1717 nach Schweden gegangen sei, wo sein Bruder diente. Gesichert dokumentiert ist, dass die Brüder Bradke und Michael Detlefs Stiefsohn Peter Wegman (1712–1758) am 17. November 1718 zu schwedischen Adligen ernannt wurden. 1720 wurden sie in die Matrikel des Ritterhauses eingetragen.
Bradke durchlief die typische Karriere eines Kompanie- und Regimentschefs des 17. Jahrhunderts. In Schweden gehörte er acht verschiedenen Regimentern an und gelangte in immer höhere Positionen. Im Garnisonsregiment von Stralsund diente er als Major. Hier qualifizierte er sich vermutlich für die späteren Posten in Lübeck. Im Januar 1728 kehrte Bradke als Offizier zurück nach Lübeck. Die Stelle des dortigen höchsten Stadtoffiziers war seit einem Jahr unbesetzt. Aufgrund eines größeren Aufruhrs von Handwerksgesellen, den sogenannten „Roederschen Unruhen“, im August 1727 entschieden der Lübecker Rat unter Bürgermeister Adolf Mattheus Rodde und die Bürgerschaft unter anderem, das Lübecker Stadtmilitär zu erweitern. Dazu gehörte, die vakante Stelle des höchsten Offiziers an Bradke zu vergeben.
Als Bradke die Stelle übernahm, befand sich die Lübecker Garnison im Umbruch. Sie sollte sich nicht auf die Abwehr äußerer Feinde konzentrieren, sondern vielfältige Polizeifunktionen übernehmen, innerstädtische Belange in geordnete Bahnen lenken und insbesondere Konflikte abwehren oder entschärfen. Bradke sah sich selbst als Stadtobristen alter Tradition, der eine Kriegstruppe führte, hatte Probleme, die Änderungen umzusetzen und folgte ihnen nur widerstrebend. Die rebellischen Lübecker Handwerker und Mitglieder der Unterschicht stellten aus seiner Sicht keine militärischen Gegner dar. Die Ressort-Senatoren („Kriegskommissare“) waren aus seiner Sicht zudem keine akzeptablen Vorgesetzten. Aus diesen Gründen stritt er sich während der kompletten Dienstzeit mit dem Lübecker Rat.
Der Lübecker Rat ermahnte Bradke mehrfach, seinen Pflichten nachzukommen. Als im Jahr 1751 Handwerker und Bootsleute einen Aufstand wagten, eskalierten Bradkes Auseinandersetzungen mit den Oberen. Das Stadtmilitär, das den Aufruhr eindämmen sollte, tat dies nur zögerlich und nicht erfolgreich. Der Rat urteilte, dass das Stadtmilitär für seine Aufgaben ungeeignet sei und klagte vor Kriegsgerichten gegen mehrere Offiziere, von denen einige sehr harte Strafen erhielten. Der Rat warf Bradke selbst vor, nachlässig, führungsschwach und unziemlich gehandelt zu haben. Der Angeklagte kritisierte den Rat deutlich und wies eine persönliche militärische Gehorsamspflicht gegenüber den Kriegskommissaren zurück. An den folgenden Änderungen des Rates zum Umgang mit zukünftigen Aufständen und dem Umbau des Stadtmilitärs zur Polizeitruppe hatte Bradke daher offensichtlich auch keinen Anteil mehr.
Abgesehen von seinen Problemen mit dem Lübecker Rat konnte Bradke das Stadtmilitär erfolgreich neu organisieren. Außerdem verbesserte er die soziale Situation der Soldaten. Dabei konnte er auf seine Erfahrungen aus der Zeit in der schwedischen Armee zurückgreifen. Rat und Bürgerschaften kürzten in Friedenszeiten traditionell den Militäretat, indem sie Soldaten entließen. Bradke hingegen bemühte sich immer, durch strukturelle Umorganisationen einzusparen. Er wollte die Truppenstärke konstant halten oder sie sogar ohne Kostensteigerungen ausbauen und zeigte dabei, dass er organisatorisch erfahren war. Die Lübecker Bürgerschaft würdigte diese Erfolge. Als er selbst wiederholt Eingaben machte, mit denen er seine eigene, offensichtlich prekäre finanzielle Situation verbessern wollte, unterstützte sie das Ansinnen.
Bradke gestaltete mehrere Dienstreglements für die Stadtgarnison im Sinne der Oranischen Heeresform. Er erstellte ein Exerzierreglement, das der Rat zurückhaltend aufnahm und für den Exerzierdienst der Offiziere lediglich als unverbindlich empfahl. 1751/52 wurde das Stadtmilitär zu einer Polizeitruppe erweitert. Dabei sollten die Kriegskommissare die von Bradke geschaffenen Exerziervorschriften deutlich vereinfachen. Bradke, der mittlerweile ständig unpässlich war, beteiligte sich danach nicht mehr an Diskussionen in diesem Bereich.
Bradke machte sich besonders um eine neue Invalidenkasse für Soldaten verdient, die aufgrund ihres Alters oder gesundheitlichen Problemen nicht arbeiten konnten. Die soziale Situation der Soldaten im 18. Jahrhundert war prekär: die Lebenshaltungskosten stiegen bei gleichbleibendem Sold. Außerdem mussten sie hohe Eigenleistungen erbringen, bspw. Wohnung, Lebensunterhalt und Uniformen selbst bezahlen. Aufgrund der harten Zunftordnung konnten sie nur eingeschränkt Nebentätigkeiten annehmen. Daher verelendeten die Soldaten zunehmend und verschuldeten sich. Ihre Dienstpflicht galt bis Lebensende und sie mussten Ersatzmänner finanzieren, wenn sie selbst nicht arbeiten konnten.
Da Bradkes Truppe stark überaltert war, wollte er dienstunfähigen Soldaten entlassen und hierfür jüngere Personen einstellen. Ab 1730 plante er hierfür eine neue Invalidenkasse. Untaugliche Unteroffiziere, Tamboure und einfache Soldaten, die in Pension versetzt werden sollten, sollten Rentenzahlungen aus einem Fonds bekommen. Das System sah ein Solidaritätsprinzip vor, unterhalten von Pflichtbeiträgen aller Soldaten. Der Lübecker Rat nahm diese Pläne 1750 größtenteils per Dekret an.
Sein Nachfolger als Stadtkommandant in Lübeck wurde 1759 Egmont von Chasôt. Dieser genoss ein höheres Ansehen als sein Vorgänger. Die bedeutenden konzeptionellen, qualitativen und sozialen Reformen innerhalb des Lübecker Militärs des 18. Jahrhunderts basierten aber auf Bradkes Plänen, von denen mehrere erst unter Chasôts Leitung realisiert wurden.

## Familie

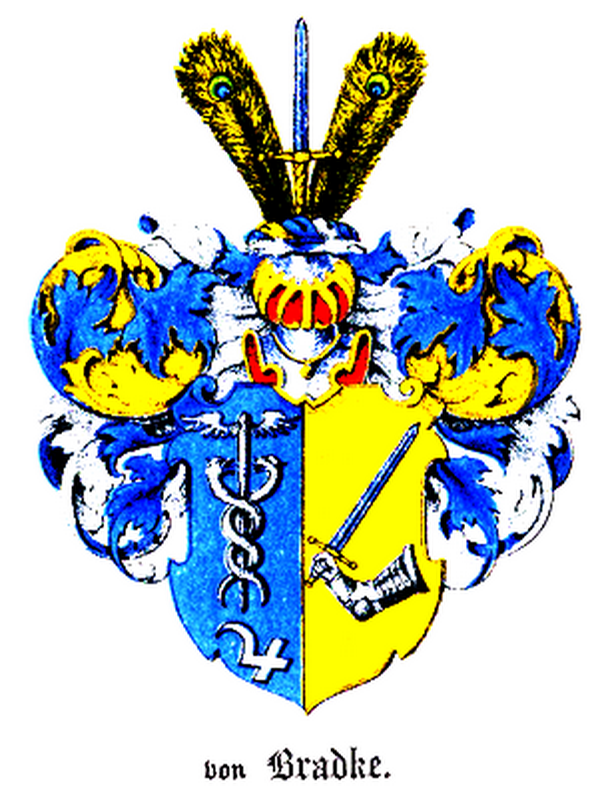
Das baltische Familienwappen der von Bradke

Bradke heiratete am 21. November 1715 Anna Margareta Praeil, verwitwete Weckmann, die 1740 starb. Sie war eine Tochter des Kaufmanns Peter Prael aus Kristianstad und der Jannika von Deurs. Das Ehepaar Bradke hatte namentlich bekannt eine Tochter und drei Söhne, von denen zumindest zwei im Baltikum ansässig wurden, darunter Caspar Johann von Bradke, der Vater des Offiziers und Provinzgouverneurs Friedrich Wilhelm von Bradke (1752–1819), der für die Familie 1778 die Aufnahme in die Oeselsche Ritterschaft erreichte.

## Auszeichnungen
- Schwertorden, Ritter